# Rue Pavée
Rue Pavée är en gata i Quartier Saint-Gervais i Paris 4:e arrondissement. Rue Pavée börjar vid Rue de Rivoli 10 och slutar vid Rue des Francs-Bourgeois 25. Gatans namn syftar på att det var en av de första gatorna i Paris som blev stenlagd, jämför franskans pavé, "gatsten", och paver, "stenlägga".

## Omgivningar
- Saint-Paul-Saint-Louis
- Hôtel de Brienne
- Hôtel de Lamoignon
- Bibliothèque historique de la ville de Paris

## Kommunikationer
- Tunnelbana – linje  – Saint-Paul
- Busshållplats Payenne – Paris bussnät, linje 29

### Webbkällor
- ”Rue Pavée”. Mairie de Paris. http://www.v2asp.paris.fr/commun/v2asp/v2/nomenclature_voies/Voieactu/7136.nom.htm. Läst 21 februari 2021.
- ”Rue Pavée”. Les rues de Paris. https://www.parisrues.com/rues04/paris-04-rue-pavee.html. Läst 21 februari 2021.